# 시티 오브 데드
《시티 오브 데드》(Darkest Day)는 2016년 대한민국에서 개봉된 영국의 액션, 모험, 공포 영화이다. 덴 리카딕이 감독을 맡았으며, 윌 마틴, 덴 리카딕이 각본을 맡았다. 주연 배우는 덴 리카딕와 크리스 원델이다.

## 출연
- 덴 리카딕 - 댄
- 크리스 원델 - 샘
- 사만다 볼터 - 케이트
- 리처드 윌킨슨 - 제임스
- 크리스티안 판 위크 - 리사